# Copa Melanesia 1998
La Copa Melanesia 1998 fue la sexta edición del torneo que englobaba a los equipos de dicha región geográfica de Oceanía. Se disputó en Vanuatu entre el 5 y el 12 de septiembre.
Fiyi se proclamó campeón por cuarta vez y clasificó junto con Vanuatu, subcampeón a la Copa de las Naciones de la OFC.

## Clasificación
| Pos. | Equipo             | Pts. | PJ | G | E | P | GF | GC | Dif. | Clasificación        |
| ---- | ------------------ | ---- | -- | - | - | - | -- | -- | ---- | -------------------- |
| 1    | Fiyi (C)           | 10   | 4  | 3 | 1 | 0 | 8  | 2  | +6   | OFC Nations Cup 1998 |
| 2    | Vanuatu (H)        | 7    | 4  | 2 | 1 | 1 | 8  | 6  | +2   | OFC Nations Cup 1998 |
| 3    | Islas Salomón      | 7    | 4  | 2 | 1 | 1 | 8  | 7  | +1   |                      |
| 4    | Papúa Nueva Guinea | 4    | 4  | 1 | 1 | 2 | 3  | 6  | −3   |                      |
| 5    | Nueva Caledonia    | 0    | 4  | 0 | 0 | 4 | 4  | 10 | −6   |                      |

 Fuente: 

## Resultados
| 5 de septiembre de 1998 | Fiyi | 3:0 | Nueva Caledonia | -, Luganville |  |
|                         |      |     |                 | Árbitro(s):   |  |

| 5 de septiembre de 1998 | Islas Salomón | 3:1 | Papúa Nueva Guinea | -, Luganville |  |
|                         |               |     |                    | Árbitro(s):   |  |

| 7 de septiembre de 1998 | Vanuatu | 1:2 | Fiyi | -, Luganville |  |
|                         |         |     |      | Árbitro(s):   |  |

| 7 de septiembre de 1998 | Papúa Nueva Guinea | 1:0 | Nueva Caledonia | -, Luganville |  |
|                         |                    |     |                 | Árbitro(s):   |  |

| 8 de septiembre de 1998 | Vanuatu | 1:1 | Papúa Nueva Guinea | -, Luganville |  |
|                         |         |     |                    | Árbitro(s):   |  |

| 8 de septiembre de 1998 | Islas Salomón | 3:2 | Nueva Caledonia | -, Luganville |  |
|                         |               |     |                 | Árbitro(s):   |  |

| 10 de septiembre de 1998 | Fiyi | 2:0 | Papúa Nueva Guinea | -, Luganville |  |
|                          |      |     |                    | Árbitro(s):   |  |

| 10 de septiembre de 1998 | Vanuatu | 3:1 | Islas Salomón | -, Luganville |  |
|                          |         |     |               | Árbitro(s):   |  |

| 12 de septiembre de 1998 | Fiyi | 1:1 | Islas Salomón | -, Luganville |  |
|                          |      |     |               | Árbitro(s):   |  |

| 12 de septiembre de 1998 | Vanuatu | 3:2 | Nueva Caledonia | -, Luganville |  |
|                          |         |     |                 | Árbitro(s):   |  |

## Campeón
| Bandera de Fiyi |
| Campeón Fiyi    |
| Cuarto título   |